# Намёткин, Сергей Семёнович

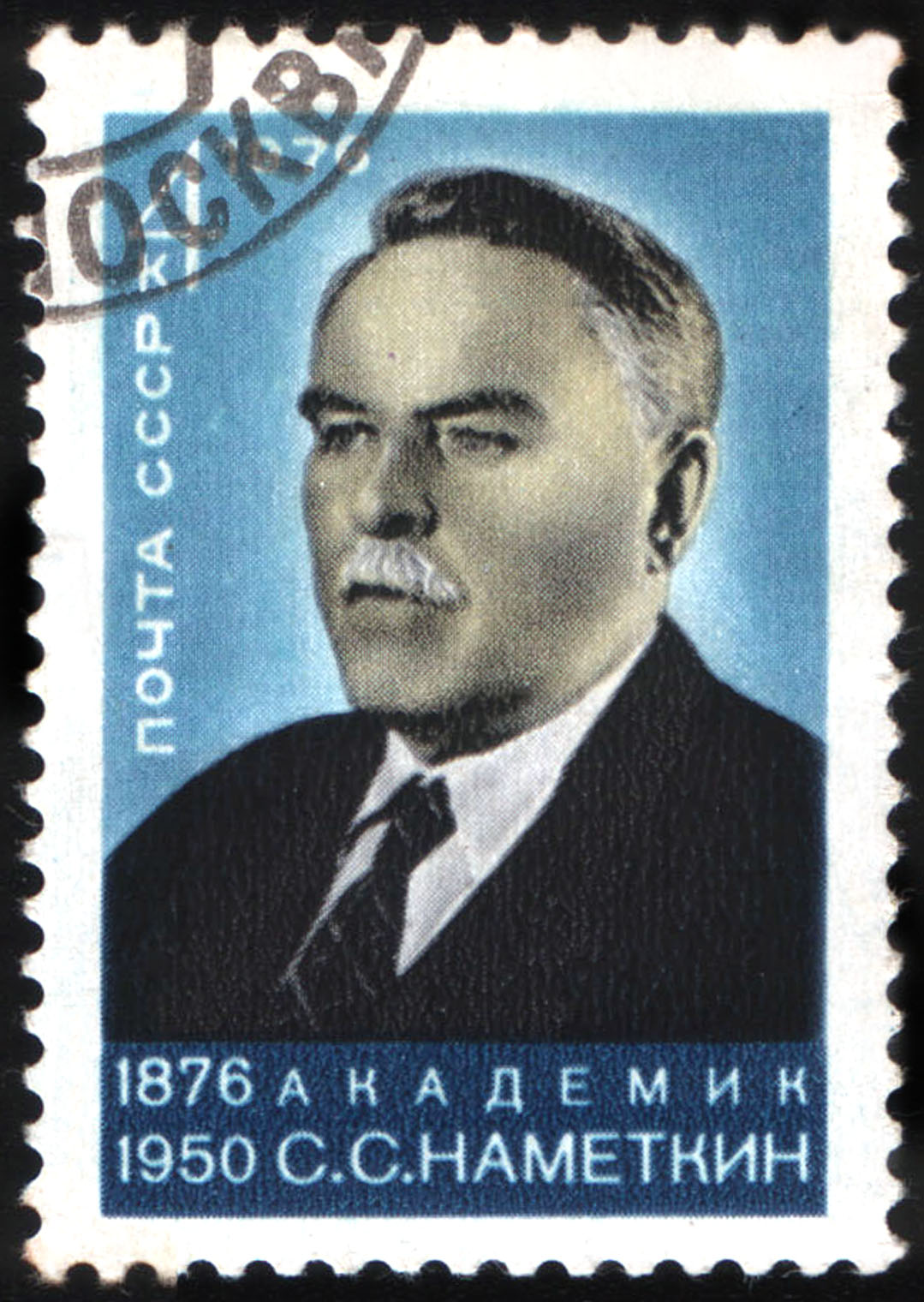
Почтовая марка СССР, посвящённая С. С. Намёткину, 1976, 4 копейки (ЦФА 4598, Скотт 4460)

Серге́й Семёнович Намёткин (21 июня (3 июля) 1876, село Каймары, Казанский уезд, Казанская губерния, Российская империя — 5 августа 1950, Москва, СССР) — российский и советский химик-органик. Академик АН СССР. Лауреат двух Сталинских премий.

## Биография
Родился в купеческой семье в селе Каймары Казанского уезда Казанской губернии. Начальное образование получил в 1-й прогимназии в Казани. В 1886 году семья переехала в Москву и вскоре, в 12 лет, Сергей Намёткин остался круглым сиротой. В 1892 году окончил 2-ю московскую прогимназию, а в 1896 году — 1-ю московскую мужскую гимназию. В гимназические годы зарабатывал себе на жизнь частными уроками.
В 1896—1902 годах учился на физико-математическом факультете Императорского Московского университета (поступил на математическое отделение, но уже в 1897 году перешёл на отделение естественных наук), который окончил с дипломом I-й степени. После окончания университета был оставлен на кафедре аналитической и органической химии «для приготовления к профессорскому званию». Ученик профессора Н. Д. Зелинского, под руководством которого выполнил свои первые экспериментальные работы (получение чистого циклогексана, синтез метилциклопентана и др.). С 1905 года работал на кафедре сверхштатным лаборантом, помогая профессору в проведении практических занятий по качественному анализу и органической химии. С 1910 года Намёткин совмещал преподавание в университете с работой на Московских высших женских курсах (МВЖК), куда его пригласили ассистентом на кафедру органической химии.
В 1911 году Намёткин вместе с группой профессоров и преподавателей покинул Императорский Московский университет в знак протеста против политики министра народного просвещения Л. А. Кассо. Отныне его работа была связана главным образом с МВЖК. В этом же 1911 году успешно защитил в Императорском Санкт-Петербургском университете магистерскую диссертацию «К вопросу о действии азотной кислоты на углеводороды предельного характера», а в 1912 году по рекомендации Н. Д. Зелинского избран профессором МВЖК по кафедре органической химии. С 1914 по 1918 год — секретарь и декан физико-математического факультета МВЖК.
В марте 1917 года защитил докторскую диссертацию на тему: «Исследование из области бициклических соединений» и вернулся в Московский университет, где стал читать спецкурс «Химия алициклических соединений и эфирных масел», а позднее — курс органической химии.

### Второй МГУ
С 1918 года работал во 2-м МГУ, созданном на базе МВЖК:
- профессор, заведующий кафедрой органической химии (1918—1930)
- декан физико-математического факультета (1918—1919)
- ректор (1919—1924)

В 1919 году была проведена масштабная реорганизация московской высшей школы, в результате которой 2-й МГУ лишился большей части факультетов и ректора — профессора С. А. Чаплыгина. 16 октября 1919 года его заменил С. С. Намёткин, сначала как исполняющий обязанности ректора, а с мая 1920 года — как ректор 2-го МГУ.
В годы ректорства Намёткин вынужден был решать задачу восстановления нормальной работы университета после изъятия из его состава ведущих факультетов и специальностей, переданных в 1-й МГУ. Эта задача в немалой степени была решена благодаря открытию в 1921 году в стенах 2-го МГУ первого в Москве педагогического факультета. В 1924 году Намёткин из-за слишком сильной занятости, не позволявшей в полной мере заниматься научными исследованиями, оставил пост ректора, продолжив работать во 2-м МГУ профессором.

### Государственный исследовательский нефтяной институт при ВСНХ
- заведующий отделом химии и технологии (1925—1928)
- заместитель директора (1926—1934)

В 1925 году создан Государственный исследовательский нефтяной институт при ВСНХ СССР, в котором Намёткин работал одновременно с преподаванием во 2-м МГУ, заведуя отделом химии и технологии. Возглавляемый им отдел занимался исследованиями химического состава нефти и газов СССР, парафинов и церезинов. В 1926 году Намёткин стал заместителем директора института И. М. Губкина по научной работе.

### Горная академия
В 1927 году С. С. Намёткин возглавил организованную им кафедру органической химии и химии нефти на нефтяном факультете МГА. На этой кафедре он впервые начал читать курс химии нефти.

### Московский институт тонкой химической технологии (МИТХТ)
С 1930 года Намёткин стал одним из ведущих профессоров МИТХТ, созданного на базе химического факультета 2-го МГУ. В МИТХТ работал до 1938 года, когда перешёл в Московский университет, на химическом факультете которого возглавил кафедру органической химии.

### Академия наук СССР
- член-корреспондент АН СССР (избран 29 марта 1932 года)
- действительный член АН СССР (избран 29 января 1939 года)
- заведующий лабораторией химии нефти ИГИ АН СССР, позже ИН АН СССР (1934—1950)
- директор Института горючих ископаемых АН СССР (1939—1947)
- председатель президиума Азербайджанского филиала АН СССР (1940—1943)
- директор Института нефти АН СССР (1948—1950)

Параллельно с работой в высших учебных заведениях Намёткин с середины 1930-х годов всё больше времени отводил научным институтам. Нефтяной институт, заместителем директора которого он был, в 1934 году стал частью вновь созданного Института горючих ископаемых (ИГИ) АН СССР . В этом институте организовал лабораторию химии нефти, которой руководил вплоть до своей смерти. Основным направлением работ лаборатории было изучение химического состава нефти различных месторождений. Большое внимание уделялось также термическим и каталитическим превращениям углеводородов.
В 1939 году, после смерти основателя ИГИ И. М. Губкина, назначен директором института, с сохранением за ним руководства лабораторией. Работы продолжались и в годы Великой Отечественной войны, когда ИГИ был эвакуирован в Казань. Лаборатория Намёткина занималась анализом трофейного топлива и смазочных масел, разрабатывала новые виды горюче-смазочных материалов. В годы войны Намёткин также возглавлял нефтяную секцию Комиссии по мобилизации ресурсов Среднего Поволжья и Прикамья на нужды обороны АН СССР. Под его руководством разработан способ получения смазочных масел из сернистых нефтей, внедрённый на установке Ишимбайского нефтеперегонного завода.
10 июля 1941 года Намёткин вошёл в состав Научно-технического совета для разработки и апробации научных работ по химии, связанных с оборонной тематикой, под председательством уполномоченного Государственного комитета обороны, профессора С. В. Кафтанова .
В 1947 году лаборатория Намёткина была переведена в выделенный из ИГИ Институт нефти АН СССР. В 1948 году Намёткин назначен директором Института нефти и находился на этой должности вплоть до самой смерти летом 1950 года.

### Государственные органы
- член Совета научно-технической экспертизы Госплана СССР (1940—1950);
- член Комитета по делам Высшей школы при Совнаркоме СССР
- член Высшей аттестационной комиссии (ВАК) при Министерстве высшего образования СССР
- председатель Комиссии по моторному топливу и смазочным маслам при Президиуме АН СССР.

### Общественная деятельность
Член старейшего научного общества Московского университета — Московского общества испытателей природы.
В 1932 году возглавил Всесоюзное химическое общество им. Д. И. Менделеева, образованное на основе дореволюционного Русского физико-химического общества.
Член редакционной коллегии «Журнала общей химии».
С. С. Намёткин скончался 5 августа 1950 года. Похоронен в Москве на Новодевичьем кладбище (участок № 3).

## Научная работа

Могила Намёткина на Новодевичьем кладбище Москвы.

Основная сфера научных интересов Намёткина — химия нефти — определилась уже в студенческие годы. Дипломная работа (Императорский Московский университет, 1902): «Углеводороды кавказской нефти, их свойства и химические реакции»; магистерская диссертация (защищена при Императорском Санкт-Петербургском университете, 1911): «К вопросу о действии азотной кислоты на углеводороды предельного характера»; докторская диссертация (защищена при Петроградском Императорском университете, 1916): «Исследования из области бициклических соединений» (посредством нитрования по реакции Коновалова он установил строение многих бициклических углеводородов).
В 1910-х годах проводил исследования терпенов — составных компонентов эфирных масел. Наиболее значимыми специалисты считают исследования Намёткина в ряду камфена и его производных. Многолетние исследования реакций камфена привели впоследствии к открытию новой структурной перегруппировки, названной «перегруппировкой Намёткина» (открыта в 1925 году совместно с Л. Я. Брюсовой), позволившую объяснить многие превращения в химии камфоры и её производных.
Если в 1910-е — начале 1920-х годов в центре внимания С. С. Намёткина были общетеоретические проблемы органической химии, то со второй половины 1920-х годов во главу угла были поставлены научные и практические вопросы, связанные с химией нефти. С 1927 года он первым в России читает систематический курс химии нефти, на основе которого написана двухтомная монография «Химия нефти» (1932—1935). Намёткин занимался исследованием состава и свойств нефти и газа из различных месторождений страны, разрабатывал подходы к решению проблем нефтехимического синтеза, в частности, окисления парафина в спирты и альдегиды, получения моющих средств. Также он вёл работы в области синтеза душистых веществ и стимуляторов роста.
В 1936 году открыл реакцию каталитической гидрополимеризации непередельных углеводородов.
Современники отмечали исключительную настойчивость С. С. Намёткина в достижении поставленных целей и огромное терпение, с которым он проводил бесчисленные серии опытов, добиваясь искомого результата. В воспоминаниях о нём есть фраза: «Намёткин делает медленно, зато навсегда».
При активном участии С. С. Намёткина был создан журнал «Нефтяное хозяйство».

## Награды и премии
- Малая премия А. М. Бутлерова Русского физико-химического общества (1910) — за работу «Действие азотной кислоты на предельные углеводороды»
- Сталинская премия I степени (22 марта 1943) — за многолетние выдающиеся работы в области науки и техники
- Сталинская премия III степени (1949) — за разработку и внедрение в производство нового метода синтеза душистых веществ
- орден Ленина (2 июля 1946)
- три ордена Трудового Красного Знамени (1940; 1944; 11 июня 1945)
- медаль «За доблестный труд в Великой Отечественной войне 1941—1945 гг.» (1946)
- заслуженный деятель науки и техники РСФСР (1947)

## Семья
Был женат на Лидии Николаевне Ляпуновой (Намёткиной), сестре железнодорожного инженера Андрея Николаевича Ляпунова (1880—1923). От этого брака родилось двое детей. Семьи А. Н. Ляпунова и С. С. Намёткина жили под одной крышей, вместе воспитывая двух детей Намёткиных и семерых — Ляпуновых. В 1923 году скончался А. Н. Ляпунов, годом позже, в 1924 году, — Л. Н. Намёткина. В 1927 году Сергей Семёнович женился на вдове А. Н. Ляпунова Елене Васильевне Ляпуновой (1887—1976), усыновив её детей.
Сын С. С. Намёткина от первого брака — Николай Сергеевич Намёткин (1916—1984), пошёл по стопам отца, также выбрав себе профессию химика и достигнув в ней успехов.
Приемный сын С. С. Намёткина — Алексей Андреевич Ляпунов (1911—1973) стал выдающимся математиком и одним из основателей кибернетики.

## Мемориал
Именем С. С. Намёткина названы улицы в Москве (1965), Казани, Донецке и Баку. На улице Намёткина в Москве до 2018 года был расположен головной офис ОАО «Газпром».
С 1995 года в РГУ Нефти и газа имени И. М. Губкина существует стипендия имени С. С. Намёткина.
В Институте нефтехимического синтеза им. А. В. Топчиева РАН существует мемориальный кабинет академика С. С. Намёткина.
В 1988 году в СССР вступило в строй научно-исследовательское судно «Академик Намёткин» (с 1997 по 2018 носило другое название).